# Selección femenina de fútbol de Turquía
La selección femenina de fútbol de Turquía (en turco, Türkiye kadın millî futbol takımı) es la selección que representa a Turquía en las competiciones internacionales de fútbol femenino. Es controlada por la Federación Turca de Fútbol afiliada a la UEFA.
Jugó su primer partido internacional el 8 de septiembre de 1995 contra Rumanía, partido que perdió Turquía por 8 a 0.
No ha participado aún en la Eurocopa Femenina y hasta el momento no ha logrado clasificarse para disputar la Copa Mundial Femenina de Fútbol, ni tampoco los juegos olímpicos.

## Estadísticas

### Copa Mundial Femenina de Fútbol
| Edición | Resultado               | Posición                | PJ                      | PG                      | PE                      | PP                      | GF                      | GC                      |
| ------- | ----------------------- | ----------------------- | ----------------------- | ----------------------- | ----------------------- | ----------------------- | ----------------------- | ----------------------- |
| 1991    | No existía la selección | No existía la selección | No existía la selección | No existía la selección | No existía la selección | No existía la selección | No existía la selección | No existía la selección |
| 1995    | No existía la selección | No existía la selección | No existía la selección | No existía la selección | No existía la selección | No existía la selección | No existía la selección | No existía la selección |
| 1999    | No clasificó            | No clasificó            | No clasificó            | No clasificó            | No clasificó            | No clasificó            | No clasificó            | No clasificó            |
| 2003    | No clasificó            | No clasificó            | No clasificó            | No clasificó            | No clasificó            | No clasificó            | No clasificó            | No clasificó            |
| 2007    | No clasificó            | No clasificó            | No clasificó            | No clasificó            | No clasificó            | No clasificó            | No clasificó            | No clasificó            |
| 2011    | No clasificó            | No clasificó            | No clasificó            | No clasificó            | No clasificó            | No clasificó            | No clasificó            | No clasificó            |
| 2015    | No clasificó            | No clasificó            | No clasificó            | No clasificó            | No clasificó            | No clasificó            | No clasificó            | No clasificó            |
| 2019    | No clasificó            | No clasificó            | No clasificó            | No clasificó            | No clasificó            | No clasificó            | No clasificó            | No clasificó            |
| 2023    | No clasificó            | No clasificó            | No clasificó            | No clasificó            | No clasificó            | No clasificó            | No clasificó            | No clasificó            |
| 2027    | Por disputarse          | Por disputarse          | Por disputarse          | Por disputarse          | Por disputarse          | Por disputarse          | Por disputarse          | Por disputarse          |
| Total   | 0/9                     | -                       | -                       | -                       | -                       | -                       | -                       | -                       |

### Eurocopa Femenina
| Edición | Resultado               | Posición                | PJ                      | PG                      | PE                      | PP                      | GF                      | GC                      |
| ------- | ----------------------- | ----------------------- | ----------------------- | ----------------------- | ----------------------- | ----------------------- | ----------------------- | ----------------------- |
| 1984    | No existía la selección | No existía la selección | No existía la selección | No existía la selección | No existía la selección | No existía la selección | No existía la selección | No existía la selección |
| 1987    | No existía la selección | No existía la selección | No existía la selección | No existía la selección | No existía la selección | No existía la selección | No existía la selección | No existía la selección |
| 1989    | No existía la selección | No existía la selección | No existía la selección | No existía la selección | No existía la selección | No existía la selección | No existía la selección | No existía la selección |
| 1991    | No existía la selección | No existía la selección | No existía la selección | No existía la selección | No existía la selección | No existía la selección | No existía la selección | No existía la selección |
| 1993    | No existía la selección | No existía la selección | No existía la selección | No existía la selección | No existía la selección | No existía la selección | No existía la selección | No existía la selección |
| 1995    | No existía la selección | No existía la selección | No existía la selección | No existía la selección | No existía la selección | No existía la selección | No existía la selección | No existía la selección |
| 1997    | No clasificó            | No clasificó            | No clasificó            | No clasificó            | No clasificó            | No clasificó            | No clasificó            | No clasificó            |
| 2001    | No clasificó            | No clasificó            | No clasificó            | No clasificó            | No clasificó            | No clasificó            | No clasificó            | No clasificó            |
| 2005    | No clasificó            | No clasificó            | No clasificó            | No clasificó            | No clasificó            | No clasificó            | No clasificó            | No clasificó            |
| 2009    | No clasificó            | No clasificó            | No clasificó            | No clasificó            | No clasificó            | No clasificó            | No clasificó            | No clasificó            |
| 2013    | No clasificó            | No clasificó            | No clasificó            | No clasificó            | No clasificó            | No clasificó            | No clasificó            | No clasificó            |
| 2017    | No clasificó            | No clasificó            | No clasificó            | No clasificó            | No clasificó            | No clasificó            | No clasificó            | No clasificó            |
| 2022    | No clasificó            | No clasificó            | No clasificó            | No clasificó            | No clasificó            | No clasificó            | No clasificó            | No clasificó            |
| 2025    | No clasificó            | No clasificó            | No clasificó            | No clasificó            | No clasificó            | No clasificó            | No clasificó            | No clasificó            |
| Total   | 0/14                    | -                       | -                       | -                       | -                       | -                       | -                       | -                       |

### Liga de Naciones Femenina de la UEFA
| Edición | L     | G     | Resultado    | PJ | PG | PE | PP | GF | GC |
| ------- | ----- | ----- | ------------ | -- | -- | -- | -- | -- | -- |
| 2023-24 | C     | 2     | Primer lugar | 6  | 6  | 0  | 0  | 16 | 0  |
| Total   | Total | Total | 1/1          | 6  | 6  | 0  | 0  | 16 | 0  |

## Últimos y próximos encuentros
Actualizado al último partido jugado el 16 de julio de 2024
| Fecha      | Ciudad   | Local      | Resultado | Visitante  | Competición                     |
| ---------- | -------- | ---------- | --------- | ---------- | ------------------------------- |
| 01-12-2023 | Vilna    | Lituania   | 0:4       | Turquía    | Liga de Naciones Femenina 23/24 |
| 05-12-2023 | Mersin   | Turquía    | 2:0       | Georgia    | Liga de Naciones Femenina 23/24 |
| 25-02-2024 | Side     | Turquía    | 1:2       | Grecia     | Partido amistoso                |
| 28-02-2024 | Manavgat | Turquía    | 1:0       | Rumania    | Partido amistoso                |
| 05-04-2024 | Zúrich   | Suiza      | 3:1       | Turquía    | Clas. Eurocopa Femenina 2025    |
| 09-04-2024 | Estambul | Turquía    | 2:1       | Hungría    | Clas. Eurocopa Femenina 2025    |
| 31-05-2024 | Erzincan | Turquía    | 1:0       | Azerbaiyán | Clas. Eurocopa Femenina 2025    |
| 04-06-2024 | Bakú     | Azerbaiyán | 1:0       | Turquía    | Clas. Eurocopa Femenina 2025    |
| 12-07-2024 | İzmit    | Turquía    | 0:2       | Suiza      | Clas. Eurocopa Femenina 2025    |
| 16-07-2024 | Győr     | Hungría    | 1:4       | Turquía    | Clas. Eurocopa Femenina 2025    |

## Última convocatoria
| #  | Nombre            | Posición       | Edad | PJ | Goles | Club                      |  |
| -- | ----------------- | -------------- | ---- | -- | ----- | ------------------------- |  |
| 1  | Fatma Şahin       | Portera        | 23   | 31 | 0     | Konak Belediyespor        |  |
| 12 | Ezgi Çağlar       | Portera        | 22   | 47 | 0     | Ataşehir Belediyespor     |  |
| 2  | Didem Taş         | Defensa        | 21   | 26 | 0     | Konak Belediyespor        |  |
| 3  | Didem Karagenç    | Defensa        | 20   | 69 | 3     | Konak Belediyespor        |  |
| 5  | Sibel Duman       | Defensa        | 24   | 19 | 0     | Konak Belediyespor        |  |
| 6  | Çiğdem Belci      | Defensa        | 26   | 41 | 0     | Ataşehir Belediyespor     |  |
| 13 | Berna Yeniçeri    | Defensa        | 18   | 25 | 2     | Kdz. Ereğlispor           |  |
| 7  | Sevgi Çınar       | Centrocampista | 20   | 47 | 19    | Konak Belediyespor        |  |
| 11 | Arzu Karabulut    | Centrocampista | 23   | 57 | 10    | Bayer 04 Leverkusen       |  |
| 14 | Emine Ecem Esen   | Centrocampista | 19   | 30 | 0     | Marmara Üniversitesi Spor |  |
| 15 | Elif Deniz        | Centrocampista | 21   | 45 | 0     | Trabzon İdmanocağı        |  |
| 4  | Esra Erol         | Delantera      | 18   | 59 | 3     | Konak Belediyespor        |  |
| 8  | Yağmur Uraz       | Delantera      | 24   | 43 | 14    | Ataşehir Belediyespor     |  |
| 9  | Bilgin Defterli   | Delantera      | 33   | 46 | 7     | 1. FC Köln                |  |
| 10 | Pınar Yalçın      | Delantera      | 25   | 4  | 0     | 1. Dalby GIF              |  |
| 16 | Ebru Topçu        | Delantera      | 17   | 44 | 21    | Kdz. Ereğlispor           |  |
| 17 | Seval Kıraç       | Delantera      | 25   | 41 | 1     | Konak Belediyespor        |  |
| 18 | Ceren Nurlu       | Delantera      | 22   | 32 | 5     | Konak Belediyespor        |  |
|    |                   |                |      |    |       |                           |  |
|    |                   |                |      |    |       |                           |  |
| DT | Nur Mustafa Gülen |                |      |    |       | Bandera de Turquía        |  |